# Mounir Jaïdane
Mounir Jaïdane (arabe : منير جعيدان), né un 25 décembre à Sousse, est un homme politique tunisien.

## Biographie
Mounir Jaïdane est licencié en droit de la faculté de Tunis et diplômé de l'École nationale d'administration.
Il est nommé ministre des Finances le 14 janvier 2004 dans le gouvernement Ghannouchi, en remplacement de Taoufik Baccar.
Il devient secrétaire général du gouvernement le 22 mars 2004 et se voit remplacé par Mohamed Rachid Kechiche (ar) au ministère des Finances le 24 mars. Il occupe toujours la fonction de secrétaire général jusqu'au 25 janvier 2007.
Impliqué dans des affaires de corruption et de malversation, le juge d'instruction au tribunal de première instance de Tunis ordonne, le 1er décembre 2011, son interdiction de quitter le territoire tunisien.